# Абака (растение)
Абака́, или Бана́н тексти́льный (исп. abacá, от таг. abaka; лат. Músa téxtilis), — вид многолетних травянистых растений из рода Банан семейства Банановые (Musaceae).
Родина абаки — Филиппинские острова.
В европейский быт растение входит с 1768 года, когда испанцы организовали его выращивание с целью экспорта волокна. Абаку изначально культивировали только на Филиппинах, с 1920-х годов — и в Индонезии, а также в странах Центральной Америки (Коста-Рика, Гондурас) для получения из влагалищ листьев прочного волокна, которое, как и растение, называется «абака» (другое название — «манильская пенька») и применяется для производства тросов, морских канатов (волокно стойко к солёной воде), рыболовецких сетей. Волокнистая часть растения созревает за 18—24 месяца, после чего волокно очищается от коры, высушивается на солнце и может быть использовано в производстве без дополнительной обработки и даже без прядения.

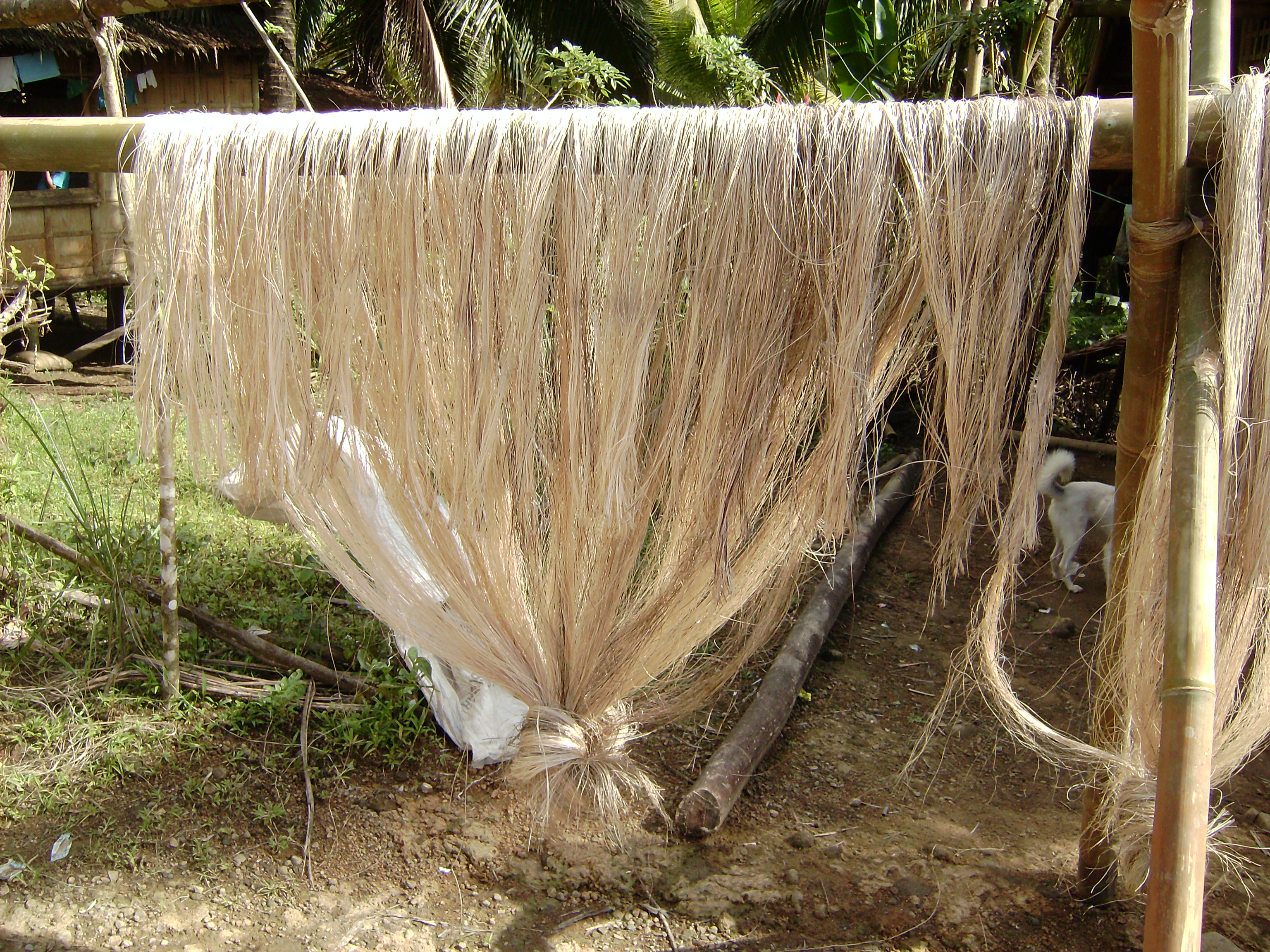
Волокно, получаемое из банана текстильного. Индонезия

## Таксономия
Musa textilis Née, 1801, Anales de Ciencias Naturales 4: 123.

### Синонимы
- Musa abaca Perr. nom. inval.
- Musa amboinensis Miq.
- Musa mindanaensis Miq.
- Musa textilis var. amboinensis (Miq.) Baker
- Musa tikap Warb.
- Musa troglodytarum var. textoria Blanco